# Gerhard Beestermöller
Gerhard Beestermöller (* 1958) ist ein deutscher katholischer Theologe.
Beestermöller studierte katholische Theologie und Philosophie der der Philosophisch-Theologischen Hochschule Sankt Georgen in Frankfurt am Main (1978–1984) sowie in Santiago de Chile und München. Er war Gastprofessor an der katholischen Fachhochschule Norddeutschland und stellvertretender Direktor am Institut für Theologie und Frieden in Hamburg, an dem er seit 1984 arbeitete. An der Hochschule der Jesuiten in Frankfurt promovierte er mit einer Studie über die Friedensethik des Thomas von Aquin. Von 2014 bis zu seiner Versetzung in den Ruhestand im Jahr 2017 war er Professor für Moraltheologie und Sozialethik am Centre Jean XXIII in Luxemburg.

## Veröffentlichungen
- Thomas von Aquin und der gerechte Krieg. Friedensethik im theologischen Kontext der Summa Theologiae (= Theologie und Frieden. Bd. 4). Bachem, Köln 1990, ISBN 3-7616-1028-9 (Zugleich: Frankfurt am Main, Univ., Diss.).
- Die Völkerbundsidee. Leistungsfähigkeit und Grenzen der Kriegsächtung durch Staatensolidarität (= Theologie und Frieden. Bd. 10). Kohlhammer, Stuttgart u. a. 1995, ISBN 3-17-013723-9 (Zugleich: Freiburg (Breisgau), Univ., Habil.-Schr.)
- Krieg gegen den Irak – Rückkehr in die Anarchie der Staatenwelt? Ein kritischer Kommentar aus der Perspektive einer Kriegsächtungsethik (= Beiträge zur Friedensethik. Bd. 35). Kohlhammer, Stuttgart 2002, ISBN 3-17-017912-8.
- Nils Goldschmidt (Hrsg.), Gerhard Beestermöller (Hrsg.), Gerhard Steger (Hrsg.), Die Zukunft der Familie und deren Gefährdungen. Norbert Glatzel zum 65. Geburtstag (= Schriften des Instituts für Christliche Sozialwissenschaften der Westfälischen Wilhelms-Universität Münster, Band 44), Münster 2002.
- als Herausgeber mit Hauke Brunkhorst: Rückkehr der Folter. Der Rechtsstaat im Zwielicht? (= Beck’sche Reihe 1684). Beck, München 2006, ISBN 3-406-54112-7.

## Belege
1. ↑  Adressen ehemaliger Studierender
2. ↑  Gerhard Beestermöller wird Professor in Luxemburg (Memento vom 24. September 2015 im Internet Archive)

| Personendaten    | Personendaten                                               |
| ---------------- | ----------------------------------------------------------- |
| NAME             | Beestermöller, Gerhard                                      |
| KURZBESCHREIBUNG | deutscher römisch-katholischer Theologe und Hochschullehrer |
| GEBURTSDATUM     | 1958                                                        |